# Der brave Soldat Schwejk (1960)
Der brave Soldat Schwejk ist eine deutsche Verfilmung des Romans Die Abenteuer des braven Soldaten Schwejk von Jaroslav Hašek aus dem Jahr 1960. Unter der Regie von Axel von Ambesser ist Heinz Rühmann in der Titelrolle zu sehen.

## Handlung
Der böhmische Überlebenskünstler Schwejk verdient in Prag sein Geld als Hundehändler. Wegen Majestätsbeleidigung soll er ins Zuchthaus kommen. Da man ihn jedoch für schwachsinnig hält, wird er stattdessen in die Landesirrenanstalt gesteckt. Dort wird seine körperliche und geistige Gesundheit von drei Ärzten untersucht. Als einer der Ärzte ihm unterstellt, ein Simulant zu sein, versichert Schwejk, er sei „ein behördlich anerkannter Idiot“.
Als 1914 der Erste Weltkrieg ausbricht, wird er als einfacher Soldat in die Armee von Österreich-Ungarn eingezogen. Weil er Rheuma hat, wird er Oberleutnant Lukasch als Offiziersbursche zugeteilt. Dieser tut sein Möglichstes, um nicht an die Front versetzt zu werden und sich stattdessen seine Zeit mit Kartenspielen und schönen Frauen zu vertreiben. Mit der verheirateten Kathi hat er ein Verhältnis. Als er sie wieder loswerden möchte, lässt er Schwejk ein Telegramm an Kathis Ehemann schicken, der daraufhin seine Frau wütend abholt. Nachdem Lukasch sein gesamtes Geld und noch dazu Schwejk bei einem Kartenspiel an einen Oberst verspielt hat, kauft sich Schwejk mit seinem Geld frei und kehrt zu Lukasch zurück. 
Auf den Wunsch seines Herrn hin beschafft Schwejk einen Terrier. Lukasch freut sich über den Hund, wenngleich seine Katze ihm zum Opfer fällt. Als Lukasch mit dem Terrier und einem hübschen Mädchen namens Gretl spazieren geht, trifft er auf einen Oberst, der der eigentliche Besitzer des Hundes ist. Lukasch, der Rekruten ausbilden soll und damit einem frühen Kriegstod entgehen will, wird des Hundediebstahls bezichtigt und nach Budweis versetzt. Auf der Zugfahrt nach Budweis zieht Schwejk die Notbremse und muss, da er kein Geld hat, um die fällige Strafe für dieses Vergehen zu bezahlen, am nächsten Haltepunkt aussteigen. Von dort geht er zu Fuß nach Budweis, verläuft sich jedoch und wird als Deserteur festgenommen und gar für einen russischen Spion gehalten. Aufgrund seiner Naivität und Tollpatschigkeit kommt er jedoch schon bald wieder frei. 
Als Schwejk sich wieder in den Dienst von Oberleutnant Lukasch stellen will, stellt sich heraus, dass dieser bereits einen neuen Diener namens Balun hat. Er vertraut Schwejk jedoch einen Brief an eine Geliebte an. Kurz bevor Schwejk den Brief abgeben will, trifft er auf seinen alten Freund Woditschka und beide betrinken sich. Zum Abschied verabreden sie sich noch, wie Schwejk sagt, "nach dem Krieg um Sechs". Am Abend will Schwejk endlich den Brief loswerden. Der Ehemann der Empfängerin ist jedoch inzwischen heimgekehrt und nimmt den Brief entgegen. Um Lukasch zu schützen, gibt Schwejk vor, den Brief selbst geschrieben zu haben. 
Lukasch und Schwejk werden schließlich an die russische Front versetzt. Als sie von feindlichen Truppen auf dem Schlachtfeld beschossen werden, findet Schwejk ein vierblättriges Kleeblatt und gibt es Lukasch, damit es diesem Glück bringe. Unmittelbar darauf wird Lukasch tödlich getroffen, worauf Schwejk ihn unter Granatbeschuss vom Schlachtfeld trägt. In einem Kornfeld freundet er sich mit dem russischen Soldaten Boris an und sie tauschen ihre Uniformen. So gerät Schwejk in österreichische Gefangenschaft und soll als Deserteur und Überläufer erschossen werden. In letzter Sekunde kommt die Nachricht, dass der Krieg vorbei ist. Schwejk kehrt nach Hause zurück und trifft in seinem Stammlokal auf Woditschka, der im Krieg ein Bein verloren hat. Trotz der großen weltpolitischen Ereignisse ist für Schwejk alles beim Alten geblieben.

## Hintergrund
Die Dreharbeiten fanden vom 23. Mai bis August 1960 im Atelier Rosenhügel in Wien sowie in Krems an der Donau statt. Für das Szenenbild waren Isabella Ploberger und Werner Schlichting verantwortlich. Die Uraufführung erfolgte am 22. September 1960 in Köln. Sieben Jahre später wurde der Film am 13. August 1967 erstmals im deutschen Fernsehen gezeigt.
Der russische Soldat Boris, mit dem sich Schwejk anfreundet, wurde von Fritz Muliar gespielt, der später selbst die Rolle des braven Soldaten Schwejk in der Serie Die Abenteuer des braven Soldaten Schwejk (1972–1977) übernahm.

## Kritiken
„Unter Ambessers konventioneller Regie entstand eine Verfilmung im Reader’s-Digest-Stil“, urteilte das Lexikon des internationalen Films. Heinz Rühmann habe seine Rolle jedoch „liebenswert, verschmitzt augenzwinkernd“ und „vornehmlich mit leisen Mitteln [gespielt]“. Dem Evangelischen Filmbeobachter zufolge zeige der Film „Heinz Rühmann in einer Glanzrolle“. Es handle sich um „eine für unsere Gegenwart heilsame Zeitsatire“, die „Erwachsenen zu empfehlen“ sei.
Claudius Seidl resümierte, dass Regisseur Ambesser nicht erkannt habe oder nicht habe wahrhaben wollen, „wieviel Bösartigkeit, wieviel bittere Ironie und Sarkasmus in Hašeks Vorlage stecken“. Heinz Rühmann habe seinen Hang zum Versöhnlichen hier voll ausleben dürfen. Ambesser habe Hašeks subversive Geschichte „zu einem harmlosen Filmchen von geradezu staatstragendem Humor“ gemacht.

## Auszeichnungen
Der brave Soldat Schwejk war 1962 in der Kategorie Bester fremdsprachiger Film für den Golden Globe nominiert. Er unterlag jedoch Vittorio De Sicas Filmdrama Und dennoch leben sie (1960).